# Marco Ilaimaharitra
Marco Ilaimaharitra (Mulhouse, Francia, 26 de julio de 1995) es un futbolista malgache que juega de centrocampista en el Standard de Lieja de la Primera División de Bélgica. Es internacional con la selección de fútbol de Madagascar.

## Selección nacional
Ilaimaharitra fue internacional sub-19 y sub-20 con la selección de fútbol de Francia, antes de decantarse por la selección absoluta de Madagascar, con la que debutó el 11 de noviembre de 2017.
Fue convocado con Madagascar para disputar la Copa África 2019, la primera que disputaba Madagascar en su historia, donde marcó su primer gol con la selección para darle un triunfo histórico a Madagascar (1-0) frente a la selección de fútbol de Burundi.

## Clubes
| Club                      | País    | Año       |
| ------------------------- | ------- | --------- |
| F. C. Sochaux-Montbéliard | Francia | 2013-2017 |
| Charleroi S. C.           | Bélgica | 2017-2024 |
| K. V. Kortrijk            | Bélgica | 2025      |
| Standard de Lieja         | Bélgica | 2025-     |